# Movitex
Movitex est une entreprise française de vente à distance spécialisée dans l’équipement de la personne (prêt-à-porter, lingerie, chaussures) et l’équipement de la maison. La commercialisation s'effectue notamment sous les marques Daxon, (catalogue et site marchand), Balsamik (prêt-à-porter et lingerie) et Pédiconfort (chaussures). L’entreprise est également spécialisée sur les grandes tailles et la clientèle Senior. Le siège social se trouve à Villeneuve d’Ascq (59) dans le Nord de la France.

## Histoire

### Création de Movitex
Movitex, entreprise de bonneterie, est créée en 1947 par MOrand et VIciot, TEXtiles de l’Ain, origine du sigle MO-VI-TEX.
Morand et Viciot créent en 1951 la fibre triboélectrique (fibre de protection contre le froid et l'humidité, le frottement du sous-vêtement sur la peau fournit une chaleur active) baptisée Thermovitex, vendue à l’époque en pharmacie.
En 1974, Robert Seynave rachète l’entreprise à Morant et Viciot ; c’est à ce moment-là que naît la marque commerciale Daxon, et le début du prêt-à-porter.
Le premier catalogue senior et grandes tailles Daxon présentait des articles de lingerie et des articles de confort à la maison (robes de chambre en laine des Pyrénées, robes tabliers…).

### Entrée dans le groupe Redoute
L’entreprise est rachetée en 1983 par le groupe Redoute et intègre le groupe Printemps en 1988. Les enseignes de vente à distance deviendront Redcats (Redoute Catalogues).
Le site logistique de Leers est inauguré en 1994 et le site marchand de Daxon est lancé en janvier 2001. 
Les années 1991 et 1998 voient les naissances respectives des marques Charmance et Celaia. La société s'installe au sixième rang des entreprises de vente par correspondance en France, devançant nettement la septième, l'entreprise Damart.
Entre 1991 et 2005, les présidents vont se succéder : Thierry Daigne de 1991 à 1996, Pascal Duquesne de 1996 à 1999, Jean-Pierre Glarmet de 1999 à 2005 puis, en 2005, Benoit Cambier. La marque Edmée (grandes tailles pour seniors), qui n’a jamais réussi à atteindre le seuil de la rentabilité, est arrêtée en 2005.
Jean-Joël Huber, prend la direction de l’entreprise en mars 2011.

### Création de Movitex Sharing
En 2015, Movitex sort du groupe Kering (qui se sépare peu à peu de ses enseignes de vente à distance) et Jean-Joël Huber, Président Directeur Général, reprend pour un euro symbolique la présidence du groupe Movitex et de Movitex Sharing,. Dans le contexte de cette cession, l'entreprise se réorganise. Le site logistique, basé à Leers, fait l’objet d’une coentreprise avec un partenaire logistique Log’S formant désormais la société Log Leers. Movitex Sharing est la Société Holding propriétaire du Groupe Movitex. Aujourd'hui encore, Movitex est détenu à 100 % par ses salariés.
Le contexte économique difficile et la crise structurelle du marché du prêt-à-porter France conduisent Movitex en 2016 à réduire fortement ses effectifs en France (Plan social de 165 personnes), à repositionner sa marque Balsamik lancée fin 2014 et à fermer sa filiale anglaise : en Mai 2016, 165 personnes feront l'objet d'un licenciement. Balsamik cesse ses opérations en 2016. 
Les équipes de Movitex sont installées depuis décembre 2017 à Villeneuve d'Ascq (Nord).
Le 4 septembre 2019 Movitex annonce un nouveau plan de licenciement (72 personnes), externalisant notamment ses services de communication et de service client. La société veut créer une nouvelle dynamique en lançant de nouvelles marques : Côté Feelgood, dont l'objectif est de redynamiser les centres-villes en proposant des lieux de vie (convivialité, atelier, boutique) soit en adresse fixe soit en itinérant, et Emma & Joséphine, vente directe de chaussures. La marque Pédiconfort quant à elle devient fournisseur officiel de la section féminine du club de football de Lille, le LOSC.

## Activité, rentabilité, effectif
|                                        | 2013   | 2014 | 2015 | 2016   | 2017  | 2018  | 2019  | 2020  | 2021  |
| -------------------------------------- | ------ | ---- | ---- | ------ | ----- | ----- | ----- | ----- | ----- |
| Chiffre d'affaires en millions d'euros | 164    | nc   | 114  | 90     | 68    | 59    | 45    | 35    | 37    |
| Résultat net en millions d'euros       | - 11,7 | nc   | +1,1 | - 15,9 | - 4,5 | - 5,9 | - 7,4 | - 2,9 | - 2,5 |
| Effectif moyen annuel                  | 647    | nc   | 359  | 184    | 136   | 134   | nc    | 56    | 56    |

## Les marques
- Daxon
- Balsamik[18]
- Pédiconfort
- Côté Feelgood
- Emma & Joséphine